# 卡尔多内特
卡尔多内特（法語：Cardonnette，法語發音：[kaʁdɔnɛt]）是法国上法蘭西大區索姆省的一个市镇，属于亚眠区。

## 地理
卡尔多内特（49°57'5"N, 2°21'33"E）面积5.46 平方千米，位于法国上法蘭西大區索姆省，该省份为法国北部沿海省份，北起加来海峡省和北部省，西接滨海塞纳省和大西洋英吉利海峡，南至瓦兹省，东临埃纳省。
与卡尔多内特接壤的市镇（或旧市镇、城区）包括：阿隆维尔、夸西、普兰维尔、赖讷维尔、圣格拉蒂安。
卡尔多内特的时区为UTC+01:00、UTC+02:00（夏令时）。

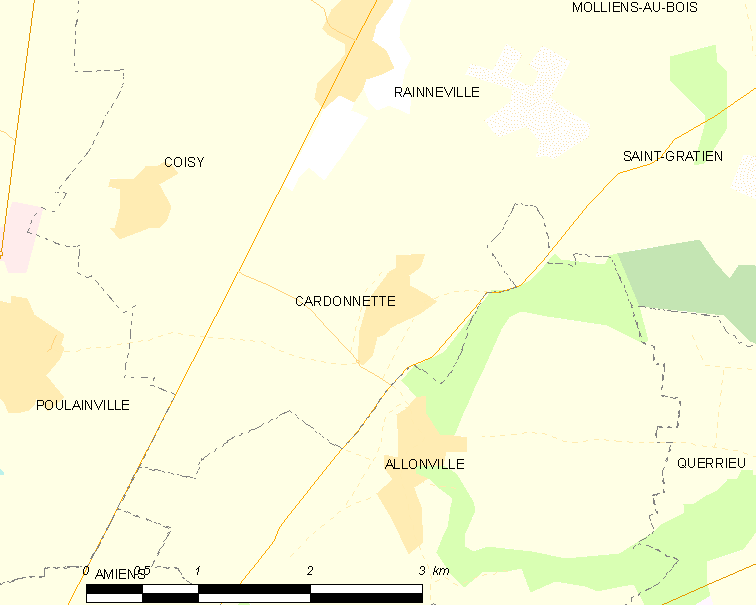
卡尔多内特的OSM定位图

## 行政
卡尔多内特的邮政编码为80260，INSEE市镇编码为80173。

## 政治
卡尔多内特所属的省级选区为亚眠第二县。

## 人口

1962-2008年间卡尔多内特人口变化图示

卡尔多内特于2022年1月1日时的人口数量为514人。